# Sötét zsaruk (televíziós sorozat, 1997)
A Sötét zsaruk (eredeti címén Men in Black: The Series) amerikai televíziós rajzfilmsorozat. A forgatókönyvet Mark Amato írta, Nathan Chew rendezte, a zenéjét Jim Latham szerezte, a producer Kim Bass, Duane Capizzi és Frank Paur, a főszerepben Ed O'Ross, Gregg Berger, Keith Diamond, Jennifer Lien, Jennifer Martin és Charles Napier hangja hallható. Amerikában 1997. október 11. és 2001. június 30. között a The WB vetítette. Magyarországon először az RTL Klub sugározta a Kölyökklub műsorblokkban, majd a Viasat 6 is műsorra tűzte.

## Ismertető
A kalandok folytatódnak, K és J ügynök szembeszállnak a földönkívüliekkel New Yorkban, és méghozzá az általuk tett gondokkal.

## Szereplők
| Szereplő             | Eredeti hang                                         | Magyar hang     | Leírás                            |
| -------------------- | ---------------------------------------------------- | --------------- | --------------------------------- |
| K ügynök             | Ed O'Ross (1. évad), Gregg Berger (2–4. évad)        | Sörös Sándor    |                                   |
| J ügynök             | Keith Diamond                                        | Rajkai Zoltán   |                                   |
| L ügynök             | Jennifer Lien (1–3. évad), Jennifer Martin (4. évad) | Orosz Helga     |                                   |
| Z ügynök             | Charles Napier                                       | Láng József     |                                   |
| D ügynök             | John Mariano                                         |                 |                                   |
| H ügynök             | Kurtwood Smith                                       |                 |                                   |
| Q ügynök             |                                                      |                 |                                   |
| U ügynök             |                                                      |                 |                                   |
| E ügynök             |                                                      |                 |                                   |
| X ügynök             | Adam Baldwin                                         | Fekete Zoltán   |                                   |
| Jack Jeebs           | Tony Shalhoub (1. évad), Billy West (2–4. évad)      |                 |                                   |
| Edgar The Bug        | Vincent D’Onofrio                                    |                 |                                   |
| Frank The Pug        | Eddie Barth                                          | Kránitz Lajos   |                                   |
| The Worm Aliens      | Patrick Pinney és Pat Fraley                         |                 |                                   |
| Arquillians          |                                                      |                 |                                   |
| Baltians             |                                                      |                 |                                   |
| Idikiukup és Bob     | Patrick Pinney és Pat Fraley                         |                 |                                   |
| Alfa                 | David Warner                                         | Perlaki István  |                                   |
| Buzzard              | Sherman Howard                                       |                 |                                   |
| Dak Jeebs            | Billy West                                           |                 |                                   |
| Drekk                | Ron Perlman                                          |                 |                                   |
| The Emperor Worm     | Vincent D’Onofrio                                    |                 |                                   |
| Aileen               | Beth Broderick                                       |                 |                                   |
| Eidi                 |                                                      |                 |                                   |
| Dr. Zan'dozz Zeeltor | Steve Kehela                                         | Fesztbaum Béla  |                                   |
| Troy The Symbiote    | Rino Romano                                          | Markovics Tamás |                                   |
| Edwin The Bug        | Vincent D’Onofrio                                    |                 |                                   |
| Queen Bug            | Mary Kay Bergman                                     |                 |                                   |
| Klah'Mikk            |                                                      |                 |                                   |
| The Fmecks           |                                                      |                 |                                   |
| The Ixions           |                                                      |                 |                                   |
| Vangus               | Billy West                                           |                 |                                   |
| Troy                 |                                                      | Markovics Tamás | Egy mutáns tinédzser, szimbionta. |

## Magyar változat
A szinkront az RTL Klub megbízásából a Mikroszinkron készítette.
- Magyar szöveg: Fekete Zoltán
- Hangmérnök: Nagy Tibor
- Vágó: Kozma Judit
- Gyártásvezető: Kasznárné Nagy Éva
- Szinkronrendező: Kozma Mária
- További magyar hangok: Bardóczy Attila, Bódy Gergely, Dobránszky Zoltán, Madarász Éva, Szalay Imre, Szokol Péter, Tóth Roland, Varga Tamás, Vass Gábor

## Epizódok
| Évad | Évad | Epizódok | Eredeti sugárzás     | Eredeti sugárzás | Magyar sugárzás | Magyar sugárzás |
| Évad | Évad | Epizódok | Évadpremier          | Évadfinálé       | Évadpremier     | Évadfinálé      |
| ---- | ---- | -------- | -------------------- | ---------------- | --------------- | --------------- |
|      | 1    | 13       | 1997. október 11.    | 1998. május 16.  | TBA             | TBA             |
|      | 2    | 13       | 1998. szeptember 19. | 1999. február 6. | TBA             | TBA             |
|      | 3    | 14       | 1999. október 2.     | 2000. május 20.  | TBA             | TBA             |
|      | 4    | 13       | 2000. szeptember 16. | 2001. június 30. | TBA             | TBA             |

### 1. évad
| #   | #   | Magyar cím             | Eredeti cím                     | Magyar premier (RTL Klub) | Magyar premier (Viasat 6) | Eredeti premier (The WB) | Író                          | Rendező         |
| --- | --- | ---------------------- | ------------------------------- | ------------------------- | ------------------------- | ------------------------ | ---------------------------- | --------------- |
| 1.  | 1.  |                        | The Long Goodbye Syndrome       |                           |                           | 1997. október 11.        | Duane Capizzi                | Frank Paur      |
| 2.  | 2.  |                        | The Buzzard Syndrome            |                           |                           | 1997. október 18.        | Steve Roberts                | Nathan Chew     |
| 3.  | 3.  |                        | The Irritable Bow-Wow Syndrome  |                           |                           | 1997. október 25.        | Mark Amato                   | Frank Paur      |
| 4.  | 4.  | Alfa-szindróma         | The Alpha Syndrome              |                           |                           | 1997. november 1.        | Alexx Van Dyne               | Michael Goguen  |
| 5.  | 5.  | A testőr               | The Undercover Syndrome         |                           |                           | 1997. november 8.        | Steve Roberts                | Dennis Woodyard |
| 6.  | 6.  | A mentalizáló          | The Neuralyzer Syndrome         |                           |                           | 1997. november 15.       | Mark Amato                   | Dennis Woodyard |
| 7.  | 7.  | Szimbiózis             | The Symbiote Syndrome           |                           |                           | 1997. november 22.       | Alexx Van Dyne               | Nathan Chew     |
| 8.  | 8.  | Szomorú búcsú          | The Inanimate Syndrome          |                           |                           | 1997. december 6.        | Thomas Pugsley és Greg Klein | Michael Goguen  |
| 9.  | 9.  | Pszichés kapcsolódás   | The Psychic Link Syndrome       |                           |                           | 1997. december 13.       | Steve Roberts                | Nathan Chew     |
| 10. | 10. | Utazás a koponya körül | The Head Trip Syndrome          |                           |                           | 1997. december 20.       | Thomas Pugsley és Greg Klein | Michael Goguen  |
| 11. | 11. |                        | The Elle of My Dreams Syndrome  |                           |                           | 1998. január 10.         | Greg Weisman                 | Frank Paur      |
| 12. | 12. |                        | The I Married an Alien Syndrome |                           |                           | 1998. február 14.        | Steve Roberts                | Dennis Woodyard |
| 13. | 13. |                        | The Take No Prisoners Syndrome  |                           |                           | 1998. május 16.          | Dean Stefan                  | Dennis Woodyard |

### 2. évad
| #   | #   | Magyar cím              | Eredeti cím                     | Magyar premier (RTL Klub) | Magyar premier (Viasat 6) | Eredeti premier (The WB) | Író                          | Rendező            |
| --- | --- | ----------------------- | ------------------------------- | ------------------------- | ------------------------- | ------------------------ | ---------------------------- | ------------------ |
| 14. | 1.  |                         | The Little Big Man Syndrome     |                           |                           | 1998. szeptember 19.     | Thomas Pugsley és Greg Klein | Nathan Chew        |
| 15. | 2.  |                         | The Quick Clone Syndrome        |                           |                           | 1998. szeptember 26.     | Duane Capizzi                | Mike Goguen        |
| 16. | 3.  |                         | The Heads You Lose Syndrome     |                           |                           | 1998. október 3.         | Alexx Van Dyne               | Chris Dozois       |
| 17. | 4.  |                         | The Dog Eat Dog Syndrome        |                           |                           | 1998. október 10.        | Steve Roberts                | Nathan Chew        |
| 18. | 5.  |                         | The Big Bad Bug Syndrome        |                           |                           | 1998. október 24.        | Greg Weisman                 | Christopher Dozois |
| 19. | 6.  |                         | The Jack O'Lantern Syndrome     |                           |                           | 1998. október 31.        | Robin Jill Burger            | Michael Goguen     |
| 20. | 7.  |                         | The Sonic Boom Syndrome         |                           |                           | 1998. november 7.        | Steve Roberts                | Nathan Chew        |
| 21. | 8.  |                         | The Bad Seed Syndrome           |                           |                           | 1998. november 14.       | Alexx Van Dyne               | Christopher Dozois |
| 22. | 9.  |                         | The Fmall, Fmall World Syndrome |                           |                           | 1998. november 21.       | Duane Capizzi                | Michael Goguen     |
| 23. | 10. |                         | The Black Christmas Syndrome    |                           |                           | 1998. december 12.       | Duane Capizzi                | Michael Goguen     |
| 24. | 11. | A fekete ruhás Superman | The Supermen in Black Syndrome  |                           |                           | 1999. január 16.         | Steve Roberts                | Nathan Chew        |
| 25. | 12. | Hollywoodi sztárok      | The Star System Syndrome        |                           |                           | 1999. január 23.         | Greg Weisman                 | Christopher Dozois |
| 26. | 13. |                         | The Blackguard Syndrome         |                           |                           | 1999. február 6.         | Jon Weisman és Greg Weisman  | Nathan Chew        |

### 3. évad
| #   | #   | Magyar cím | Eredeti cím                         | Magyar premier (RTL Klub) | Magyar premier (Viasat 6) | Eredeti premier (The WB) | Író                      | Rendező              |
| --- | --- | ---------- | ----------------------------------- | ------------------------- | ------------------------- | ------------------------ | ------------------------ | -------------------- |
| 27. | 1.  |            | The Worm-Guy Guy Syndrome           |                           |                           | 1999. október 2.         | Duane Capizzi            | Jane Wu Soriano      |
| 28. | 2.  |            | The Cold Sweat Syndrome             |                           |                           | 1999. október 9.         | Steve Melching           | Bryan Andrews        |
| 29. | 3.  |            | The Puppy Love Syndrome             |                           |                           | 1999. október 23.        | Tom Pugsley & Greg Klein | Christopher Berkeley |
| 30. | 4.  |            | The Lost Continent Syndrome         |                           |                           | 1999. november 6.        | Dean Stefan              | Christopher Berkeley |
| 31. | 5.  |            | The Way Out West Syndrome           |                           |                           | 1999. november 13.       | Tony Schilacci           | Nathan Chew          |
| 32. | 6.  |            | The Mine, Mine, Mine Syndrome       |                           |                           | 1999. november 20.       | Tony Reitano             | Darwyn Cooke         |
| 33. | 7.  |            | The Bye-Bye Worm Syndrome           |                           |                           | 1999. december 4.        | Alexx Van Dyne           | Vincenzo Trippetti   |
| 34. | 8.  |            | The Lights Out Syndrome             |                           |                           | 2000. január 15.         | Nick DuBois              | Bryan Andrews        |
| 35. | 9.  |            | The Out to Pasture Syndrome         |                           |                           | 2000. január 22.         | Dean Stefan              | Darwyn Cooke         |
| 36. | 10. |            | The Sardines and Ice Cream Syndrome |                           |                           | 2000. február 5.         | Tony Sommo               | Christopher Berkeley |
| 37. | 11. |            | The I Want My Mummy Syndrome        |                           |                           | 2000. március 4.         | Steve Melching           | Bryan Andrews        |
| 38. | 12. |            | The Baby Kay Syndrome               |                           |                           | 2000. március 25.        | Barry Hawkins            | Vincenzo Trippetti   |
| 39. | 13. |            | The Bad Doggie Syndrome             |                           |                           | 2000. április 8.         | Marsha Griffin           | Darwyn Cooke         |
| 40. | 14. |            | The "J" is for James Syndrome       |                           |                           | 2000. május 20.          | Dean Stefan              | Jane Wu Soriano      |

### 4. évad
| #   | #   | Magyar cím | Eredeti cím                     | Magyar premier (RTL Klub) | Magyar premier (Viasat 6) | Eredeti premier (The WB) | Író                       | Rendező        |
| --- | --- | ---------- | ------------------------------- | ------------------------- | ------------------------- | ------------------------ | ------------------------- | -------------- |
| 41. | 1.  |            | The Musical Chairs Syndrome     |                           |                           | 2000. szeptember 16.     | Dean Steffan              | Curt Walstead  |
| 42. | 2.  |            | The Spectacle Syndrome          |                           |                           | 2000. szeptember 23.     | Marsha Griddin            | Chuck Drost    |
| 43. | 3.  |            | The Back to School Syndrome     |                           |                           | 2000. szeptember 30.     | Len Uhley                 | Michael Goguen |
| 44. | 4.  |            | The Opening Gambit Syndrome     |                           |                           | 2000. október 7.         | Steven Melching           | Chris Dozois   |
| 45. | 5.  |            | The Future's So Bright Syndrome |                           |                           | 2000. október 21.        | Tom Pugsley és Greg Klein | Chris Dozois   |
| 46. | 6.  |            | The Loose Ball Foul Syndrome    |                           |                           | 2001. április 14.        | Alexx Van Dyne            | Chris Berkeley |
| 47. | 7.  |            | The Hots for Jay Syndrome       |                           |                           | 2001. április 21.        | Muchael Edens             | Chuck Drost    |
| 48. | 8.  |            | The Circus Parade Syndrome      |                           |                           | 2001. április 28.        | Julia Lewald              | Curt Walstead  |
| 49. | 9.  |            | The Virtual Crossfire Syndrome  |                           |                           | 2001. május 5.           | Dean Stefan               | Chuck Drost    |
| 50. | 10. |            | The Breaking News Syndrome      |                           |                           | 2001. május 12.          | Marsha Griddin            | Curt Walstead  |
| 51. | 11. |            | The Zero to Superhero Syndrome  |                           |                           | 2001. május 26.          | Baz Hawkins               | Curt Walstead  |
| 52. | 12. |            | The Endgame Syndrome (Part 1)   |                           |                           | 2001. június 23.         | Dean Stefan               | Chris Berkeley |
| 53. | 13. |            | The Endgame Syndrome (Part 2)   |                           |                           | 2001. június 30.         | Dean Stefan               | Chuck Drost    |